# Nasrat Haqparast
Mohammad Nasrat Haqparast (Hamburgo, Alemania; 22 de agosto de 1995) es un artista marcial mixto  alemán que actualmente compite en la división de peso ligero de la UFC y representa a Afganistán.

## Primeros años
Haqparast nació en Alemania de padres afganos de Kandahar que llegaron como refugiados de Afganistán. Asistió a clases de kick boxing porque sus padres creían que tenía sobrepeso a los catorce años. En cambio, Haqparast se apuntó a una clase de MMA y decidió ser un luchador de MMA tras presenciar una sesión de sparring en la sala contigua a la clase de kick boxing.

## Carrera de artes marciales mixtas

### Carrera temprana
Haqparast comenzó su carrera profesional de MMA desde 2012 y acumuló un récord de 8-1 antes de firmar por UFC.

### Ultimate Fighting Championship
Haqparast debutó en la UFC el 21 de octubre de 2017 contra Marcin Held, sustituyendo al lesionado Teemu Packalen en UFC Fight Night: Cerrone vs. Till. Perdió el combate por decisión unánime.
Haqparast estaba programado para enfrentarse a Alex Reyes el 17 de marzo de 2018 en UFC Fight Night: Werdum vs. Volkov. Sin embargo, el 8 de marzo, se informó que Alex Reyes se retiró de la pelea debido a una lesión y fue reemplazado por Nad Narimani. El combate se canceló el mismo día del evento, ya que el equipo médico consideró que Haqparast no estaba en condiciones de luchar debido a una enfermedad ocular infecciosa.
Su siguiente combate fue el 22 de julio de 2018 en UFC Fight Night: Shogun vs. Smith contra Marc Diakiese. Ganó el combate por decisión unánime.
Haqparast se enfrentó a Thibault Gouti el 27 de octubre de 2018 en UFC Fight Night: Volkan vs. Smith. Ganó el combate por decisión unánime. Este combate le valió el premio a la Pelea de la Noche.
Se esperaba que Haqparast se enfrentara a John Makdessi el 23 de marzo de 2019 en UFC Fight Night: Thompson vs. Pettis. Sin embargo, el 13 de marzo de 2019, se informó que Haqparast fue retirado del combate debido a una lesión.
Haqparast se enfrentó a Joaquim Silva el 3 de agosto de 2019 en UFC on ESPN: Covington vs. Lawler. Ganó el combate por nocaut en el segundo asalto. Esta victoria le valió el premio a la Actuación de la Noche.
Haqparast se enfrentó a Drew Dober el 18 de enero de 2020 en UFC 246. Perdió el combate por nocaut en el primer asalto.
Haqparast se enfrentó a Alexander Muñoz el 8 de agosto de 2020 en UFC Fight Night: Lewis vs. Oleinik. Ganó el combate por decisión unánime.
Haqparast tenía previsto enfrentarse a Arman Tsarukyan el 24 de enero de 2021 en el UFC 257. Sin embargo, el día del pesaje, Haqparast se retiró del combate alegando una enfermedad.
Haqparast tenía previsto enfrentarse a Don Madge, en sustitución del lesionado Guram Kutateladze, el 13 de marzo de 2021 en el UFC Fight Night: Edwards vs. Muhammad. Sin embargo, Madge se retiró del combate por problemas de visa  y fue sustituido por el recién llegado a la UFC Rafa García. Ganó el combate por decisión unánime.
Haqparast se enfrentó a Dan Hooker el 25 de septiembre de 2021 en UFC 266. Perdió el combate por decisión unánime.
Haqparast enfrentó a Bobby Green el 12 de febrero de 2022 en UFC 271. Perdió la pelea por decisión unánime.
Haqparast enfrentó a John Makdessi el 3 de septiembre de 2022 en UFC Fight Night 209.  Ganó la pelea por decisión unánime.
Haqparast estaba programado para enfrentarse a Jamie Mullarkey el 12 de febrero de 2023 en UFC 284. Sin embargo, Haqparast se retiró debido a razones no reveladas y fue reemplazado por el recién llegado Francisco Prado.
Haqparast estaba programado para enfrentarse a Sam Patterson el 2 de septiembre de 2023 en UFC Fight Night 226. Sin embargo, Patterson se retiró debido a problemas de salud, y fue reemplazado por Landon Quiñones, y el par se reunió la semana siguiente en UFC 293. Haqparast ganó la pelea por decisión unánime.
Haqparast enfrentó a Jamie Mullarkey el 9 de diciembre de 2023 en UFC Fight Night 233. Ganó la pelea por nocaut en el primer asalto. Esta pelea le valió el premio Actuación de la Noche.
Haqparast enfrentó a Jared Gordon el 22 de junio de 2024 en UFC on ABC 6. Ganó la pelea por decisión dividida.

## Campeonatos y logros
- Ultimate Fighting Championship
  - Pelea de la Noche (una vez)  vs. Thibault Gouti[50]
  - Actuación de la Noche (dos veces)  vs. Joaquim Silva y Jamie Mullarkey[51][47]

## Vida personal
Haqparast era estudiante de ingeniería mecánica en la Universidad de Ciencias Aplicadas de Hamburgo.
Cuando Haqparast debutó en la UFC, varios medios de comunicación lo calificaron de "mini" Kelvin Gastelum debido a su gran parecido físico. Esto ha hecho que muchos medios de comunicación comparen a menudo sus estilos de lucha.

## Récord en artes marciales mixtas
| Victoria | 18–5 | Esteban Ribovics   | Decisión (dividida)                       | UFC Fight Night: Kape vs. Almabayev   | 1 de marzo de 2025       | 3 | 5:00 | Las Vegas                | Pelea de la Noche.       |  |  |  |  |  |
| Victoria | 17–5 | Jared Gordon       | Decisión (dividida)                       | UFC on ABC: Whittaker vs. Aliskerov   | 22 de junio de 2024      | 3 | 5:00 | Riad                     |                          |  |  |  |  |  |
| Victoria | 16–5 | Jamie Mullarkey    | TKO (golpes)                              | UFC Fight Night: Song vs. Gutiérrez   | 9 de diciembre de 2023   | 1 | 1:44 | Las Vegas, Nevada        | Actuación de la Noche.   |  |  |  |  |  |
| Victoria | 15–5 | Landon Quiñones    | Decisión (unánime)                        | UFC 293                               | 10 de septiembre de 2023 | 3 | 5:00 | Sydney                   |                          |  |  |  |  |  |
| Victoria | 14–5 | John Makdessi      | Decisión (unánime)                        | UFC Fight Night: Gane vs. Tuivasa     | 3 de septiembre de 2022  | 3 | 5:00 | París                    |                          |  |  |  |  |  |
| Derrota  | 13–5 | Bobby Green        | Decisión (unánime)                        | UFC 271                               | 12 de febrero de 2022    | 3 | 5:00 | Houston                  |                          |  |  |  |  |  |
| Derrota  | 13–4 | Dan Hooker         | Decisión (unánime)                        | UFC 266                               | 25 de septiembre de 2021 | 3 | 5:00 | Las Vegas, Nevada        |                          |  |  |  |  |  |
| Victoria | 13–3 | Rafa García        | Decisión (unánime)                        | UFC Fight Night: Edwards vs. Muhammad | 13 de marzo de 2021      | 3 | 5:00 | Las Vegas, Nevada        |                          |  |  |  |  |  |
| Victoria | 12–3 | Alexander Muñoz    | Decisión (unánime)                        | UFC Fight Night: Lewis vs. Oleinik    | 8 de agosto de 2020      | 3 | 5:00 | Las Vegas, Nevada        |                          |  |  |  |  |  |
| Derrota  | 11–3 | Drew Dober         | KO (puñetazos)                            | UFC 246                               | 18 de enero de 2020      | 1 | 1:10 | Las Vegas, Nevada        |                          |  |  |  |  |  |
| Victoria | 11–2 | Joaquim Silva      | KO (puñetazos)                            | UFC on ESPN: Covington vs. Lawler     | 3 de agosto de 2019      | 2 | 0:36 | Newark, Nueva Jersey     | Actuación de la Noche.   |  |  |  |  |  |
| Victoria | 10–2 | Thibault Gouti     | Decisión (unánime)                        | UFC Fight Night: Volkan vs. Smith     | 27 de octubre de 2018    | 3 | 5:00 | Moncton, Nuevo Brunswick | Pelea de la Noche.       |  |  |  |  |  |
| Victoria | 9–2  | Marc Diakiese      | Decisión (unánime)                        | UFC Fight Night: Shogun vs. Smith     | 22 de julio de 2018      | 3 | 5:00 | Hamburgo                 |                          |  |  |  |  |  |
| Derrota  | 8–2  | Marcin Held        | Decisión (unánime)                        | UFC Fight Night: Cerrone vs. Till     | 21 de octubre de 2017    | 3 | 5:00 | Gdansk                   |                          |  |  |  |  |  |
| Victoria | 8–1  | Ruslan Kalyniuk    | TKO (puñetazos)                           | Superior FC 17                        | 20 de mayo de 2017       | 3 | 1:44 | Düren                    |                          |  |  |  |  |  |
| Victoria | 7–1  | Patrik Berisha     | TKO (puñetazos)                           | We Love MMA 24                        | 15 de octubre de 2016    | 2 | 0:18 | Hamburgo                 |                          |  |  |  |  |  |
| Victoria | 6–1  | Lampros Pistikos   | TKO (puñetazos)                           | Ravage Series 2                       | 20 de febrero de 2016    | 1 | 3:36 | Hamburgo                 | Regreso al peso ligero.  |  |  |  |  |  |
| Victoria | 5–1  | Fabrice Kindombe   | KO (puñetazo)                             | We Love MMA 16                        | 10 de octubre de 2015    | 1 | 0:53 | Hamburgo                 |                          |  |  |  |  |  |
| Victoria | 4–1  | Patrick Schwellnus | TKO (puñetazos)                           | We Love MMA 13                        | 14 de marzo de 2015      | 1 | 2:57 | Hannover                 |                          |  |  |  |  |  |
| Victoria | 3–1  | Tolga Ozgun        | TKO (puñetazos)                           | We Love MMA 9                         | 27 de septiembre de 2014 | 1 | 2:20 | Hamburgo                 | Debut en el peso wélter. |  |  |  |  |  |
| Victoria | 2–1  | Jiri Flajsar       | TKO (puñetazos)                           | Anatolia Fighting Championship        | 23 de febrero de 2014    | 1 | 0:38 | Hamburgo                 |                          |  |  |  |  |  |
| Victoria | 1–1  | Iles Ganijev       | TKO (puñetazos)                           | SFC 13                                | 1 de junio de 2013       | 1 | 0:00 | Hamburgo                 |                          |  |  |  |  |  |
| Derrota  | 0–1  | Adrian Ruf         | Sumisión (estrangulamiento por triángulo) | We Love MMA 4                         | 15 de diciembre de 2012  | 1 | 3:30 | Berlín                   | Debut en el peso ligero. |  |  |  |  |  |